# Драгаш
Драгаш или Шарр (алб. Dragash или Sharri; серб. Драгаш / Dragaš) — населенный пункт городского типа в Косове, центр бедного сельскохозяйственного района.

## Административная принадлежность
| Сербская позиция                                                                     | Албанская позиция                                             |
| ------------------------------------------------------------------------------------ | ------------------------------------------------------------- |
| входит в Призренский округ (Сербия) автономного края Косово и Метохия, в общину Гора | входит в Призренский округ Республики Косово, в общину Драгаш |